# Donnino di Vienne
Donnino (fl. V-VI secolo) fu vescovo di Vienne, venerato come santo dalla Chiesa cattolica.

## Biografia
Nel catalogo dei vescovi di Vienne redatto da Adone nel IX secolo, Donnino occupa il 19º posto, tra Giuliano, documentato per l'ultima volta nel 533, e Pantagato, attestato storicamente nel 538. L'episcopato di Donnino si pone tra questi due estremi cronologici.
Di san Donnino esiste un lungo epitaffio, probabilmente noto ai tempi di Adone, che lo utilizzò nel suo elogio sul santo, nel quale ricordava la sua attenzione per i poveri, il riscatto dei prigionieri e in generale la santità della sua vita.

## Culto
L'elogio di san Donnino, basato sul suo epitaffio, fu inserito nei martirologi medievali, a partire da quello di Adone, al 3 novembre, e da questi passò nel Martirologio Romano di Cesare Baronio (XVI secolo).
Il Martirologio Romano, riformato a norma dei decreti del Concilio Vaticano II, ha spostato la sua memoria al 2 novembre, ricordandolo con queste parole:
(Martirologio Romano. Riformato a norma dei decreti del Concilio ecumenico Vaticano II e promulgato da papa Giovanni Paolo II, Città del Vaticano, 2004, p. 848)